# باپتیست کانلهاس
باپتیست کانلهاس (انگلیسی: Baptiste Canelhas؛ زادهٔ ۹ مهٔ ۲۰۰۰) بازیکن فوتبال است.